# هو چان
هو چان (کره‌ای: 허찬؛ زادهٔ ۱۴ دسامبر ۱۹۹۵) خوانندهٔ اهل کره جنوبی است. او عضو گروه پسرانهٔ ویکتون بود ولی در ۱۱ اکتبر ۲۰۲۲ گروه را ترک کرد.